# Kostel svatého Josefa (Hutisko)
Kostel sv. Josefa (také kostel sv. Josefa Pěstouna) je farní kostel, ležící v obci Hutisko-Solanec (hranice bývalých obcí Hutisko a Solanec) asi 6 km východně od centra města Rožnova pod Radhoštěm v okrese Vsetín. Od 6. června 1994 je stavba chráněna jako kulturní památka pod č. 12571/8-3826.

## Historie
Předchůdcem současného objektu byl roubený kostel, zbudovaný v průběhu roku 1732. Šlo o filiální kostel, podřízený dohledu rožnovského faráře, k němuž byly krom Hutiska přiděleny také obce Horní Bečva, Prostřední Bečva, Solanec a Velké Karlovice. Duchovní správu zde vykonávali lokální kaplani, z nichž prvním byl Kristián Mošnovský z Příbora. Nynější zděný jednolodní kostel byl postaven kolem roku 1748 poté, co původní dřevěný svatostánek vyhořel. Stavbu sakrální novostavby, na níž se podílel hukvaldský zednický mistr Jan Jiří Görig, z větší části financoval solanecký fojt Jiří Křenek (1708–1766), jehož pískovcový pozdně barokní náhrobek stál u kostela až do roku 1952, kdy byl společně s náhrobkem jeho manželky Roziny transportován mimo hřbitov. Obě sepulkrální památky jsou od druhé poloviny 60. let 20. století součástí sbírek Valašského muzea v přírodě v Rožnově pod Radhoštěm.
Samostatnou farou se Hutisko stalo až v roce 1843. Za prvního faráře Jakuba Čámka byl kostel o tři roky později rozšiřován, získal věž a nový hlavní vstup, lemovaný kamenným portálem. Exteriérové fasády byly upravovány zkraje 70. let 20. století a ozdobeny mozaikami z dílny akademického malíře Luďka Majera. Kolem kostela se rozprostírá hřbitov.
Interiéru dominuje hlavní oltář s obrazem sv. Josefa a dva boční oltáře, zasvěcené Panně Marii Pomocné a sv. Petru a Pavlu. Během působení farářů Karla Ješky a Jaroslava Říčného byl v letech 1928 a 1950 interiér kostela vyzdoben malbami akademického malíře Františka Podešvy (1893–1979), zachytávajícími novozákonní motivy ve stylu lidového umění moravského Valašska. Podešvova malba v kněžišti však byla roku 1993 zalíčena.

## Galerie

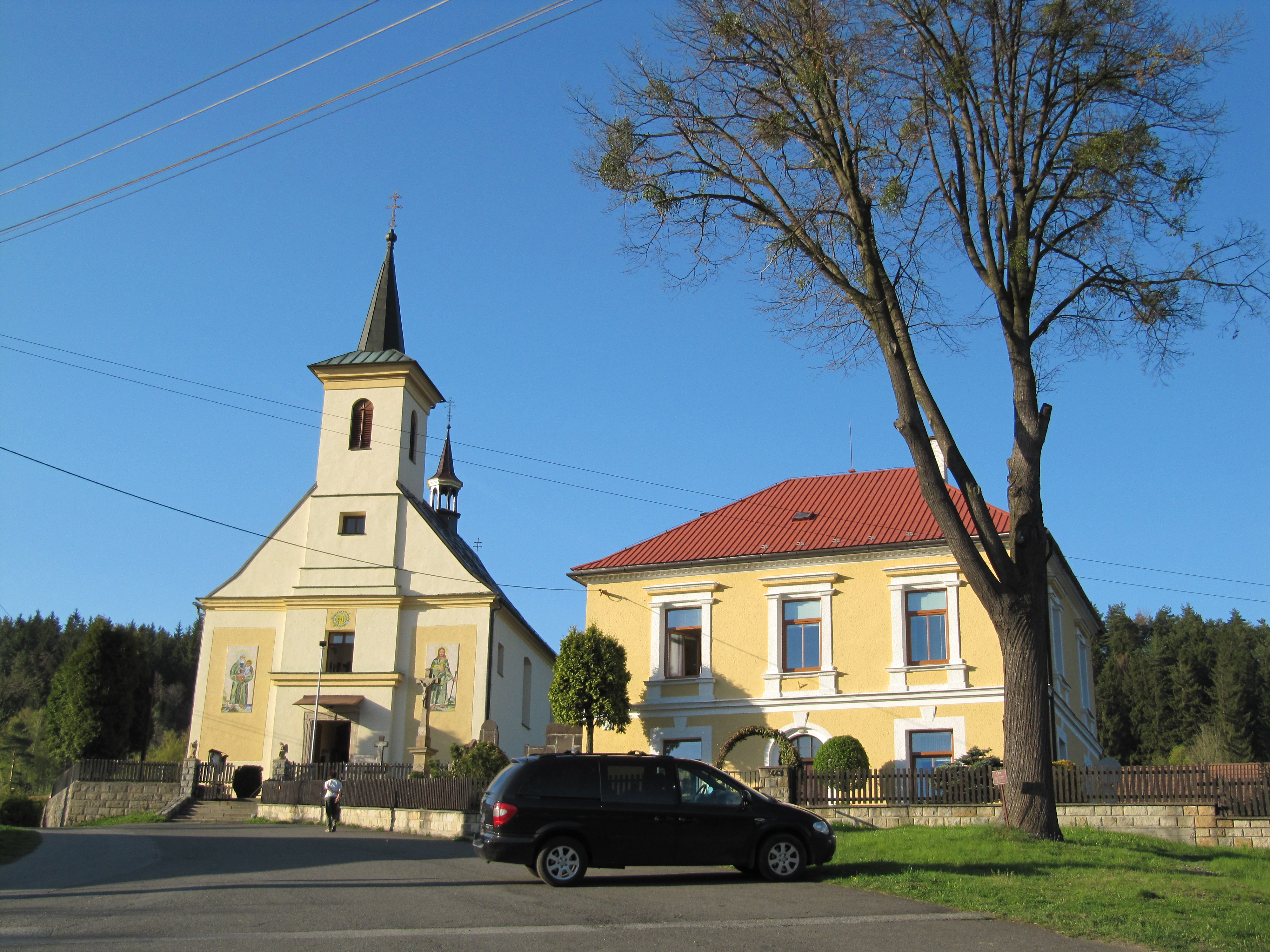
Kostel sv. Josefa spolu s farní budovou
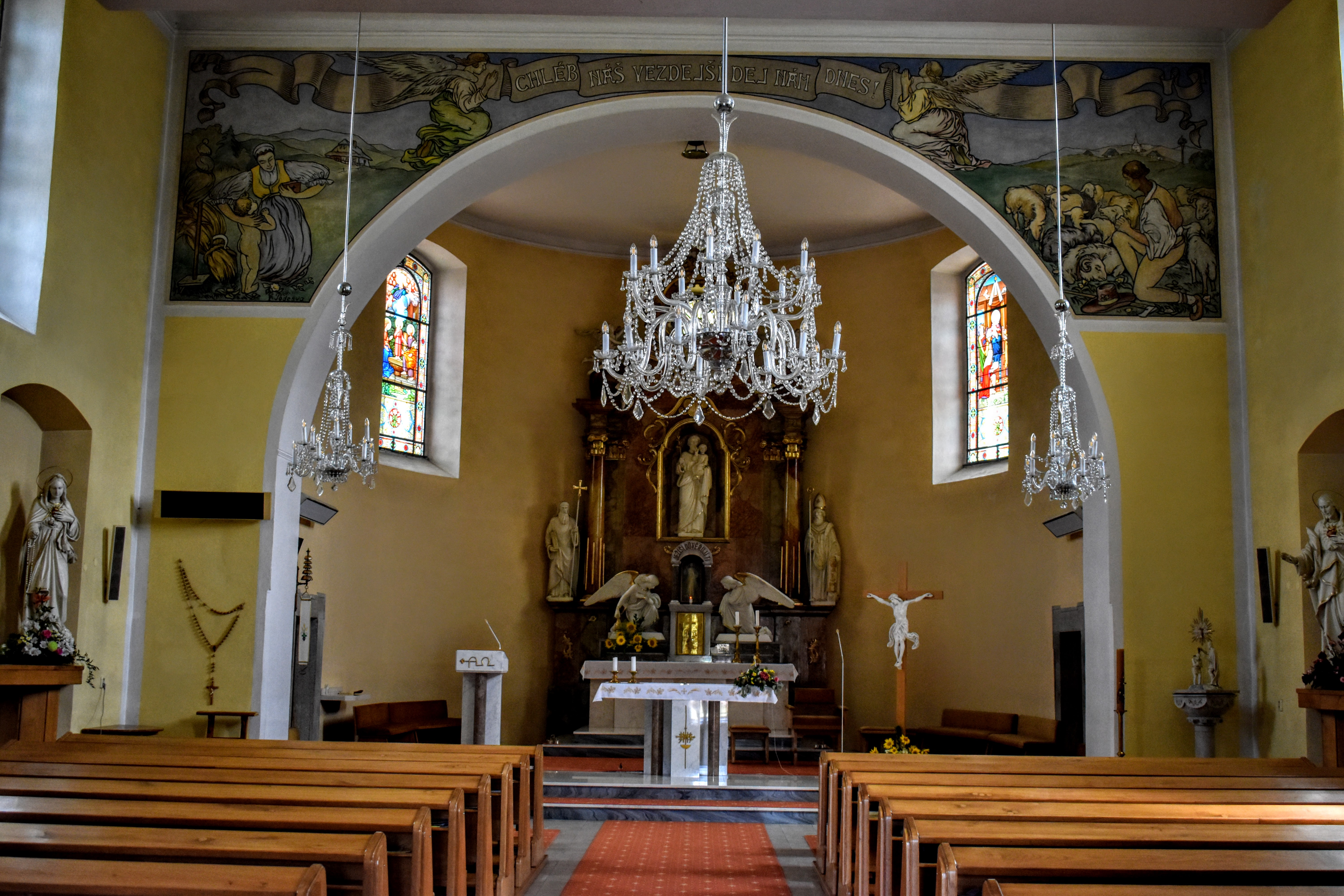
Interiér kostela sv. Josefa v Hutisku